# Raión de Monastyryska
Monastyryska (en ucraniano: Монастириський район) fue un raión o distrito de Ucrania en el óblast de Ternopil. En la reforma territorial de 2020, su territorio fue incluido en el raión de Chortkiv.
Comprendía una superficie de 558 km².
La capital era la ciudad de Monastyryska.

## Demografía
Según estimación 2010 contaba con una población total de 30575 habitantes.

## Otros datos
El código KOATUU es 6124200000. El código postal 48300 y el prefijo telefónico +380 3555.